# Artavasdes (II.)
Artavasdes (II.), auch bekannt als Artavazdes (II.) (armenisch Արտավազդ Բ), war nach einigen historischen Quellen ein König von Armenien, der von 123 v. Chr. bis 95 v. Chr. regierte. Er gehörte zur Dynastie der Artaxiden, die zu dieser Zeit in Armenien herrschte. Seine Existenz und genaue Einordnung in die armenische Königschronologie ist jedoch unter Historikern umstritten.

## Historischer Kontext

Königreich Armenien zur Zeit von Tigranes II.

Im 2. Jahrhundert v. Chr. erlebte Armenien unter der neu etablierten Artaxiden-Dynastie eine Periode der Expansion. Diese Ausdehnung wurde im Westen nur durch das Seleukidenreich eingedämmt, als Antiochos IV. um 165 v. Chr. Artaxias I. besiegte. Im Osten konnte Armenien Gebiete von Media Atropatene hinzugewinnen. Gegen Ende des Jahrhunderts erstarkte jedoch das benachbarte Partherreich unter Mithridates II., der zum dominierenden Herrscher im Vorderen Orient wurde.

## Biographie
Für Historiker wie René Grousset und Édouard Will war Artavasdes der Sohn und Nachfolger von König Tigranes I. Seine Regierungszeit fiel mit der des parthischen Großkönigs Mithridates II. zusammen. Der armenische Historiker Krikor Jacob Basmadjian ordnete Artavasdes als vierten König der Artaxiden-Dynastie zwischen Tigranes I. und Tigranes II. ein, ohne jedoch auf die genauen Verwandtschaftsverhältnisse einzugehen.
Gegen Ende der Herrschaft von Mithridates II., etwa um 97 v. Chr., griffen die Parther Armenien an und errangen einen entscheidenden Sieg. Der römische Historiker Justinus erwähnt Artavasdes in diesem Zusammenhang unter dem Namen „Artoadisti“. Infolge dieser Niederlage wurde Artavasdes ein Vasall der Parther. Die Parther nahmen den Thronfolger – den späteren König Tigranes II. – als Geisel, der entweder Artavasdes Sohn oder wahrscheinlicher sein Bruder war.

## Alternative Hypothesen
Die genaue Identifizierung und Einordnung Artavasdes in die armenische Königschronologie ist unter Historikern umstritten. Einige Forscher wie Cyrille Toumanoff und Nina Garsoïan erkennen ihn nicht als eigenständigen Herrscher an und sehen in Tigranes I. den direkten Vorgänger von Tigranes II.
Nina Garsoïan und andere Historiker wie Marie-Louise Chaumont und Giusto Traina identifizieren den von Justinus erwähnten besiegten König mit Artavasdes I. von Armenien. Für Forscher, die die Existenz dieses Artavasdes II. nicht anerkennen, bezieht sich die Bezeichnung „Artavasdes II.“ auf den späteren König Artavasdes, der von 55 bis 34 v. Chr. regierte.